# Vydas
Vydas ist ein litauischer männlicher Vorname, abgeleitet von witu (Forst, Wald). Die weibliche Form ist Vyda.

## Personen
- Vydas Baravykas (* 1950), Politiker, Bürgermeister der Rajongemeinde Alytus
- Vydas Gedvilas (* 1959),  Basketball-Trainer und Politiker
- Vydas Paknys (* 1968), Politiker, Bürgermeister der Rajongemeinde Ukmergė